# Drapeau de Spokane
Le drapeau de Spokane, Washington comprend un soleil dans le canton sur un champ blanc et vert séparé par une rivière bleue stylisée. Le drapeau a été adopté en 2021 et est le quatrième à être utilisé par le gouvernement de la ville.
Le premier drapeau de la ville de Spokane, un champ bleu marine avec une bande blanche, a été adopté en 1912 à la suite d'un concours public avec plus de 500 inscriptions. Il a été remplacé en 1958 par un nouveau drapeau lilas conçu par un homme d'affaires local. Un troisième drapeau a été adopté en octobre 1975, peu de temps après que Spokane ait accueilli l'Exposition universelle et a été nommé All-America City; sa conception comprenait un simple anneau noir et deux bandes de vert chartreuse et de bleu aqua traversant en diagonale un champ blanc. Le troisième drapeau a été rarement utilisé et a été remplacé en 2021 à la suite d'un concours public et d'un vote supervisés par une commission du drapeau nommée par la ville.

## Conception
Le drapeau de Spokane comprend un champ divisé de blanc et de vert, ce dernier représentant la terre, séparé par une série de lignes bleues qui font référence à la rivière Spokane et aux chutes Spokane. Un soleil jaune stylisé se trouve dans le canton pour représenter le nom de la ville, à l'origine spqniʔ en langue Salish (signifiant "soleil"), et le peuple autochtone Spokane,. Le drapeau a été conçu par le graphiste Derek Landers, initialement pour un concours 2019 organisé par the Inlander, et a omis les points de repère visibles en raison de sa préférence personnelle pour un design simple et polyvalent.

## Histoire

### Premier drapeau
Le premier drapeau de la ville de Spokane a été créé lors d'un concours public organisé par le Spokane Ad Club en juillet 1912, à la suite de la création d'une commission du drapeau par le gouvernement de la ville. Le concours a été ouvert aux résidents de Spokane et de l'Inland Empire et a offert un prix de 25 $pour le design gagnant. Plus de 500 inscriptions ont été soumises au cours du concours d'un mois, y compris des dessins, des drapeaux cousus et des fanions. Le président du Club publicitaire, R. E. Bigelow avait souhaité un dessin rectangulaire qui compléterait la forme et les couleurs du drapeau national, mais a déclaré que tout dessin serait accepté pour examen par les juges.
L'entrée gagnante, conçue par les résidents de Spokane W. J. Kommers, J. Frank Robbins et Mme Herman Peterson, a été dévoilée le 1er août 1912. Il se composait d'un champ bleu marine avec une bande blanche qui se divise en un triangle sur le côté gauche, où était placé un soleil à seize branches avec un "S" bleu,. Le premier drapeau a été produit par John Graham & Company et affiché à la Foire interétatique de 1912,. Le drapeau a été utilisé officieusement par l'Ad Club pour représenter Spokane lors de conventions nationales et pour des visites par d'autres villes intéressées à concevoir leurs propres drapeaux, y compris Chicago,. Il a été officiellement adopté par le gouvernement de la ville en 1915, suite à une campagne de lobbying du Club publicitaire. La dernière reproduction restante du drapeau de la ville est conservée dans les collections du Musée des Arts et de la Culture du Nord-Ouest.

### Second drapeau
Un nouveau drapeau de la ville a été proposé en 1958 par l'homme d'affaires local S. Luther Essick, qui a également été président de la chambre de commerce de Spokane et de l'Association du Festival des Lilas. Essick a été inspiré lors de son travail à Vienne après la Seconde Guerre mondiale, où il a vu des citoyens utiliser le drapeau de leur ville comme une source de fierté civique.[16] Son dessin a été adopté par le conseil municipal le 25 juillet 1958, pour célébrer la Fête des Lilas, et installé à l'hôtel de ville le 9 septembre. Le premier drapeau a ensuite été donné au comité d'organisation de l'Expo '74 en 1974 après avoir été utilisé dans le cadre des cérémonies de l'Exposition universelle.
Le deuxième drapeau de la ville consistait en un champ violet lilas avec quatre lignes blanches s'étendant des coins vers le centre, où plusieurs images étaient affichées. La conception du centre comprenait les toits de la ville, le pont de Monroe Street au-dessus des chutes de Spokane et une gerbe de fleurs de lilas.[9] Le contour du mont Spokane se trouve au-dessus de l'horizon central et en dessous d'un soleil jaune, faisant référence à l'homonyme de la ville, le peuple Spokane. Un arbre à feuilles persistantes en bleu se trouve sur le côté gauche et une étoile à cinq branches se trouve en face à droite. Le texte "Spokane" est écrit ci-dessous en écriture stylisée entre deux sections d'une flèche.

### Troisième drapeau

Troisième drapeau de Spokane 1975- 2021

Lors d'une séance d'information du conseil municipal en juin 1975, le maire David H. Rodgers a affiché le drapeau lilas alors en vigueur et a demandé un nouveau design. Il a décrit le drapeau lilas comme étant un "bon design pour son époque", mais "ne convient pas au nouveau statut de Spokane en tant que ville américaine".La ville a adopté un nouveau drapeau le 6 octobre 1975, qui a été conçu par le directeur artistique Lloyd L. Carlson d'une société de publicité locale qui avait déjà travaillé sur le logo de l'Expo ' 74. Le premier drapeau à être produit avec le nouveau design a été achevé en mars 1976 par deux membres du St. L'Église épiscopale de John et présenté deux mois plus tard à une délégation de Nishinomiya, la ville sœur de Spokane au Japon.
Un deuxième drapeau a été fabriqué par des membres de la Guilde de couture de Spokane Falls sur une période de deux mois avant une convention annuelle de couture en mars 1977.Le drapeau de la ville a été rarement affiché pendant plusieurs décennies, avec une utilisation occasionnelle à l'hôtel de ville et au siège d'Avista dans les années 1990. Une bannière avec le drapeau et un dessin secondaire pour le centenaire de la ville ont été emmenés en 1981 sur le mont Everest par Chris Kopczynski, qui a été le premier Spokanite à gravir la montagne. Le drapeau de la ville a été déplacé du stockage à la salle de conférence de l'hôtel de ville en 2012 par le maire de Spokane David Condon peu de temps après son entrée en fonction.
Le drapeau de 1975 se composait d'un champ blanc avec des bandes diagonales de vert chartreuse et de bleu aqua qui vont du palan au centre inférieur. Les deux couleurs ont été dérivées du logo de l'Expo ' 74 et sont inhabituelles dans les drapeaux, selon l'Association nord-américaine de vexillologie. Au centre se trouve un anneau noir avec quatre enfants, représentés sous forme de bâtons, légendés avec "Enfants du Soleil", le sens de "Spokane" dans la langue indigène Salish. L'anneau central est rejoint par un soleil doré dans le coin supérieur droit, et le texte "Ville de Spokane" est en bas à droite en majuscules,.

### Quatrième drapeau
Dans une enquête menée en 2004 sur les drapeaux des villes des États-Unis par des membres de la North American Vexillological Association, le drapeau de Spokane s'est classé 111e sur 150 au total, avec un score moyen de 3,15 sur 10 points. Une résolution parrainée par la conseillère municipale Kate Burke proposant la création d'un groupe de travail pour la conception d'un nouveau drapeau a été adoptée à l'unanimité par le conseil municipal en juin 2019. La Spokane Flag Commission a été formée en décembre 2019 et se compose de dix résidents locaux représentant le gouvernement de la ville, le gouvernement tribal de Spokane, la commission des arts et les vexillologues.
En septembre 2020, la Spokane Flag Commission a lancé un concours d'un mois pour solliciter les conceptions de drapeaux du public pour examen et un vote public ultérieur parmi les finalistes sélectionnés. Le concours autorisait trois soumissions par personne et nécessitait un design simple répondant aux critères de base fixés par les vexillologues de la commission du drapeau. Plus de 400 dessins ont été soumis au cours du concours, qui ont été classés par le public dans un sondage de décembre 2020, et un groupe de 12 finalistes a été sélectionné par la Commission du drapeau. Les finalistes ont été annoncés en mars 2021 et un vote en ligne à choix classé d'un mois a été ouvert le mois suivant pour les titulaires de la carte de la Bibliothèque publique de Spokane et les membres de la tribu des Indiens Spokane.
Le dessin gagnant, annoncé par la Spokane Flag Commission le 10 mai, a été soumis par le graphiste local Derek Landers et présente un champ blanc et vert séparés par une représentation de la rivière Spokane. Un total de 2 110 votes ont été exprimés lors du vote en ligne, qui a duré dix tours jusqu'à ce que le dessin gagnant obtienne une majorité de 56%.[39] Le conseil municipal a adopté une résolution pour adopter le nouveau drapeau le 14 juin (Jour du drapeau) avant un dévoilement officiel le lendemain.